# Њу Амстердам (Индијана)
Њу Амстердам (енгл. New Amsterdam) град је у америчкој савезној држави Индијана.

## Демографија
По попису из 2010. године број становника је 27, што је 26 (2600,0%) становника више него 2000. године.
| Група             | 2000.      | 2010.      |
| Белци             | 1 (100,0%) | 23 (85,2%) |
| Афроамериканци    | 0 (0,0%)   | 0 (0,0%)   |
| Азијати           | 0 (0,0%)   | 0 (0,0%)   |
| Хиспаноамериканци | 0 (0,0%)   | 3 (11,1%)  |
| Укупно            | 1          | 27         |